# San José, Nicolás Romero
San José är en ort i Mexiko, tillhörande kommunen Nicolás Romero i delstaten Mexiko. San José ligger i den centrala delen av landet och tillhör Mexico Citys storstadsområde. Orten hade 1 191 invånare vid folkmätningen 2010.